# Угланов, Андрей Иванович
Андре́й Ива́нович Угла́нов (род. 12 мая 1956, Кирово-Чепецк, Кировская область) — советский и российский журналист, главный редактор еженедельника «Аргументы недели».

## Биография
Родился в 1956 году в городе Кирово-Чепецке Кировской области, где в 1973 году окончил среднюю школу № 4.
Учился в Московском авиационном институте им. Серго Орджоникидзе, после окончания которого с 1979 года работал на заводе «Звезда», участвовал в испытаниях авиационно-космической техники, был кандидатом в отряд космонавтов.
С 1985 по 1987 годы учился на спецотделении факультета журналистики МГУ им. М. В. Ломоносова. С 1986 по 2005 год работал в еженедельной газете «Аргументы и факты» (в должности заведующего отделом политики, с 1990 года — заместителем главного редактора).
В 2006 году часть журналистов во главе с Андреем Углановым из-за разногласий с акционерами покинула «Аргументы и факты» и основала новую еженедельную газету «Аргументы и время», в том же году получившую название «Аргументы недели».
Женат, имеет взрослого сына.

## Общественно-политическая деятельность
С 1991 по 1993 годы был депутатом Съезда народных депутатов РСФСР (Российской Федерации) от Тимирязевского избирательного округа города Москвы.
С 1995 года принимает участие в заседаниях и ассамблеях Совета по внешней и оборонной политике.

## Награды
Лауреат премии IX Международного конкурса деловой журналистики PRESSЗВАНИЕ в номинации «Уважение коллег» (2014). Лауреат премии Союза журналистов России «Золотое перо России» 2015 года за свою редакторскую колонку.